# Palác hlavní pošty (Bělehrad)
Palác hlavní pošty (srbsky Палата главне поште/Palata glavne pošte) se nachází v centru srbské metropole Bělehradu. Monumentální stavba má adresu Takovska 2. Rohová budova se na jedné straně nachází naproti českému velvyslanectví.
Pětipatrová stavba byla postavena v akademickém stylu. Její dvě průčelí jsou rozčleněna dórskými sloupy. Na hlavním průčelí, které směřuje do Takovské ulice, je poté umístěna věž s hodinami. Symbolicky má hlavní fasáda tvar orla s roztaženými křídly. Obě dvě průčelí měla mít ve své horní části umístěn státní znak, nicméně umístěn byl nakonec pouze jeden, směrem do ulice Bulvár krále Alexandra.

## Historie

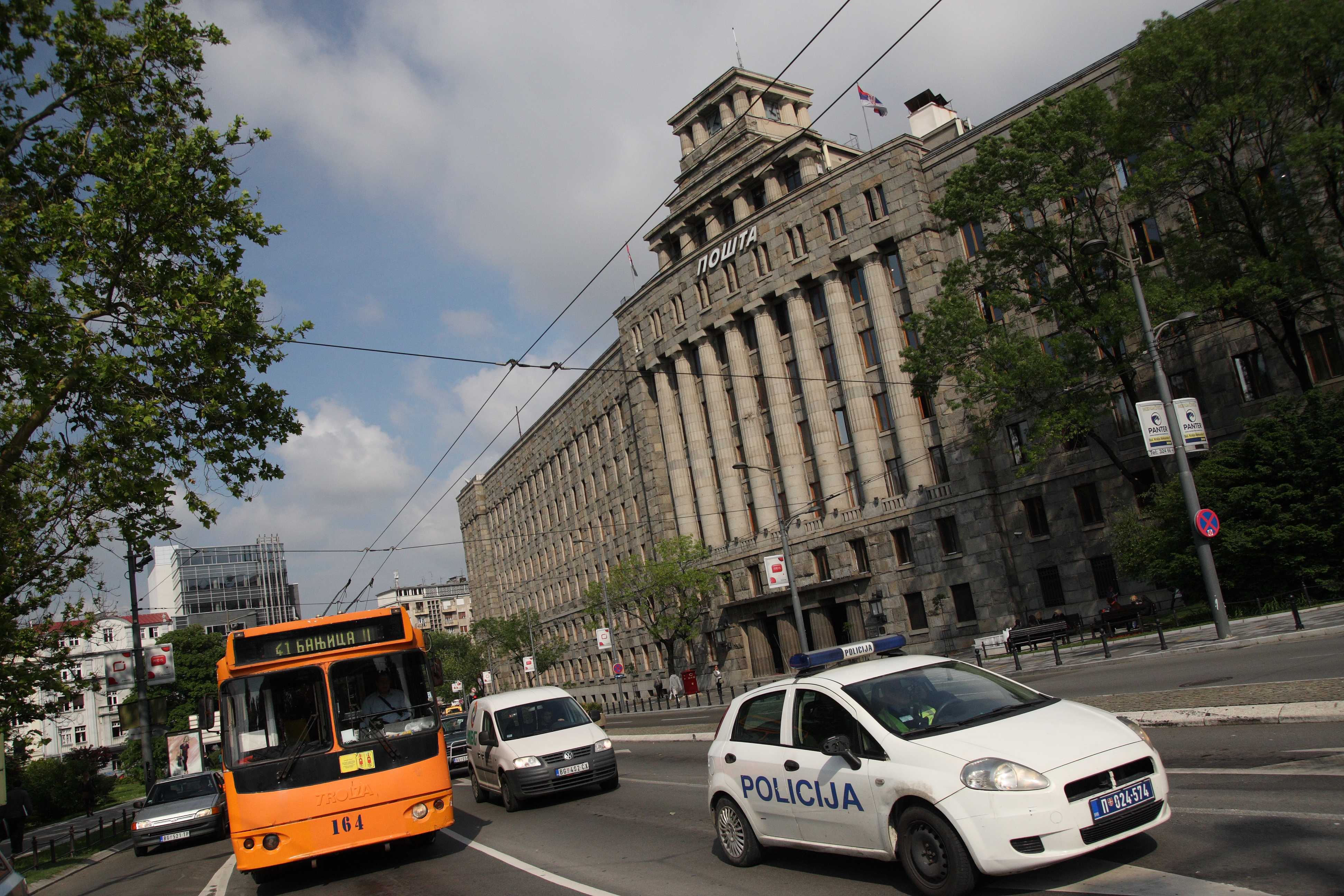
Průčelí paláce

Architektonická soutěž na budovu, která dnes tvoří dva celky (průčelí orientované do Takovské ulice slouží srbské poště, průčelí orientované k bulváru krále Alexandra Ústavnímu soudu), byla vypsána v červnu 1930. Původně měla budova sloužit pro potřeby poštovní spořitelny. Soutěž na stavbu byla vyhlášena v celé Jugoslávii a informovala o ní tehdejší média v celé zemi. Proto bylo přihlášeno velké množství návrhů z celé země, jeden z nich byl i od známého architekta Jože Plečnika. Vyhrál nakonec projekt podle dvojice záhřebských architektů, Josipa Pičmana a Andriji Baranije. Ten se nesl v duchu tehdy aktuálního funkcionalismu.

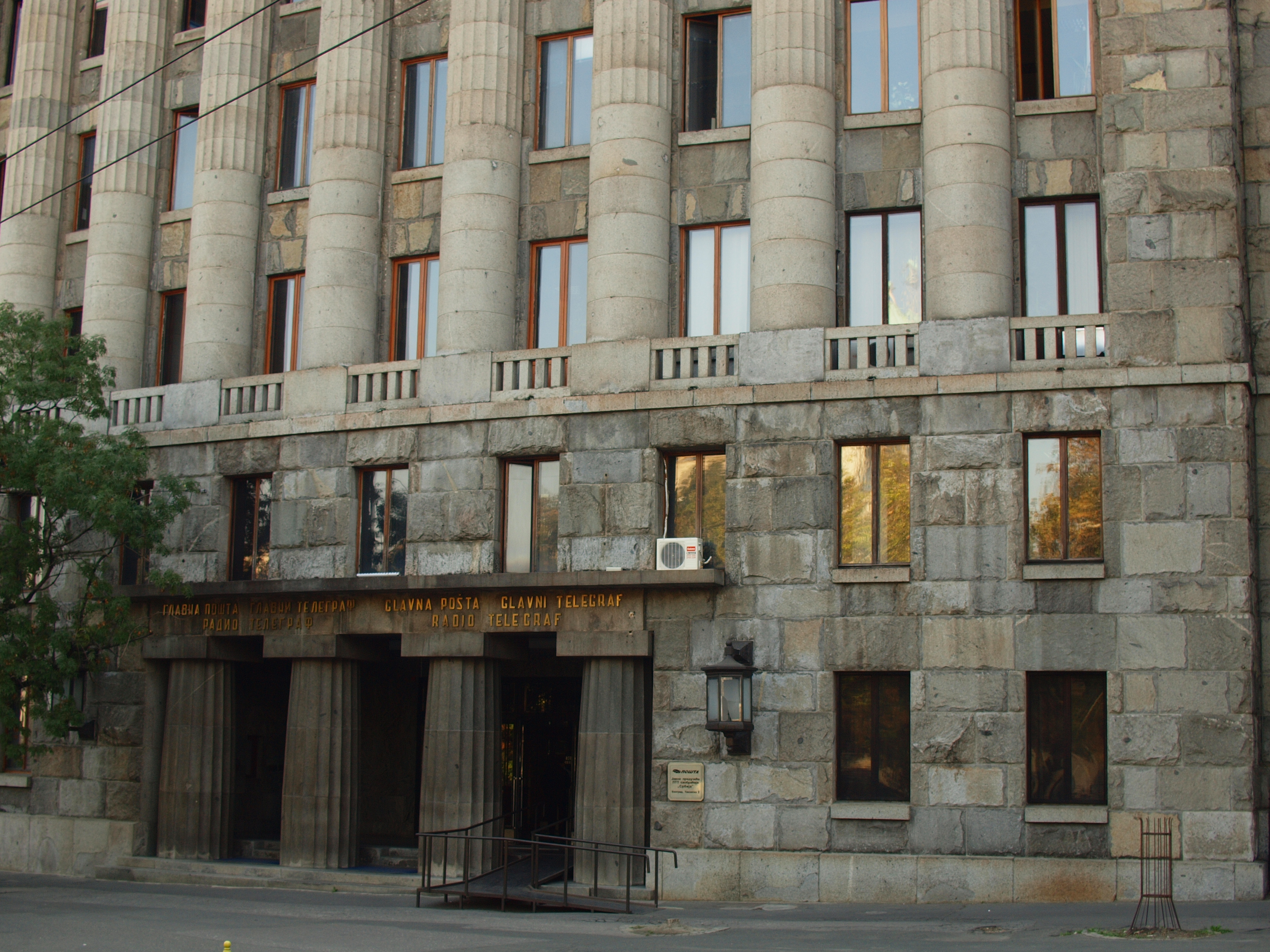
Hlavní vchod do budovy

Realizaci výstavby nicméně zpozdila světová hospodářská krize. Samotnému králi Alexandrovi se nicméně chorvatský návrh nelíbil, a proto prosadil, aby jugoslávské ministerstvo výstavby nakonec realizovalo návrh ruského architekta Vasilije Androsova. Důvodem byla nezbytná reprezentativnost; ruský návrh v akademickém stylu byl natolik monumentální, že vhodným způsobem dotvořil centrum Bělehradu vedle budovy skupštiny a královského paláce. Změna výsledného návrhu sice vyvolala polemiku v tisku, nicméně neodvedla jugoslávské ministerstvo výstavby jako investora od plánu stavbu realizovat.
Slavnostní položení základního kamene se uskutečnilo až v srpnu 1935, pět let po vyhlášení soutěže. Výstavba trvala tři roky; objekt byl dokončen 10. října 1938. Ve své době se jednalo o největší vládní budovu v tehdejší Jugoslávii, která sloužila nejen pro poštovní spořitelnu, ale také i pro ministerstvo pošt, státní telegraf a poštovní školu.